# Oskar Panizza
Leopold Hermann Oskar Panizza (Bad Kissingen, 12 de noviembre de 1853-Bayreuth, 28 de septiembre de 1921) fue un médico y escritor alemán.

## Biografía

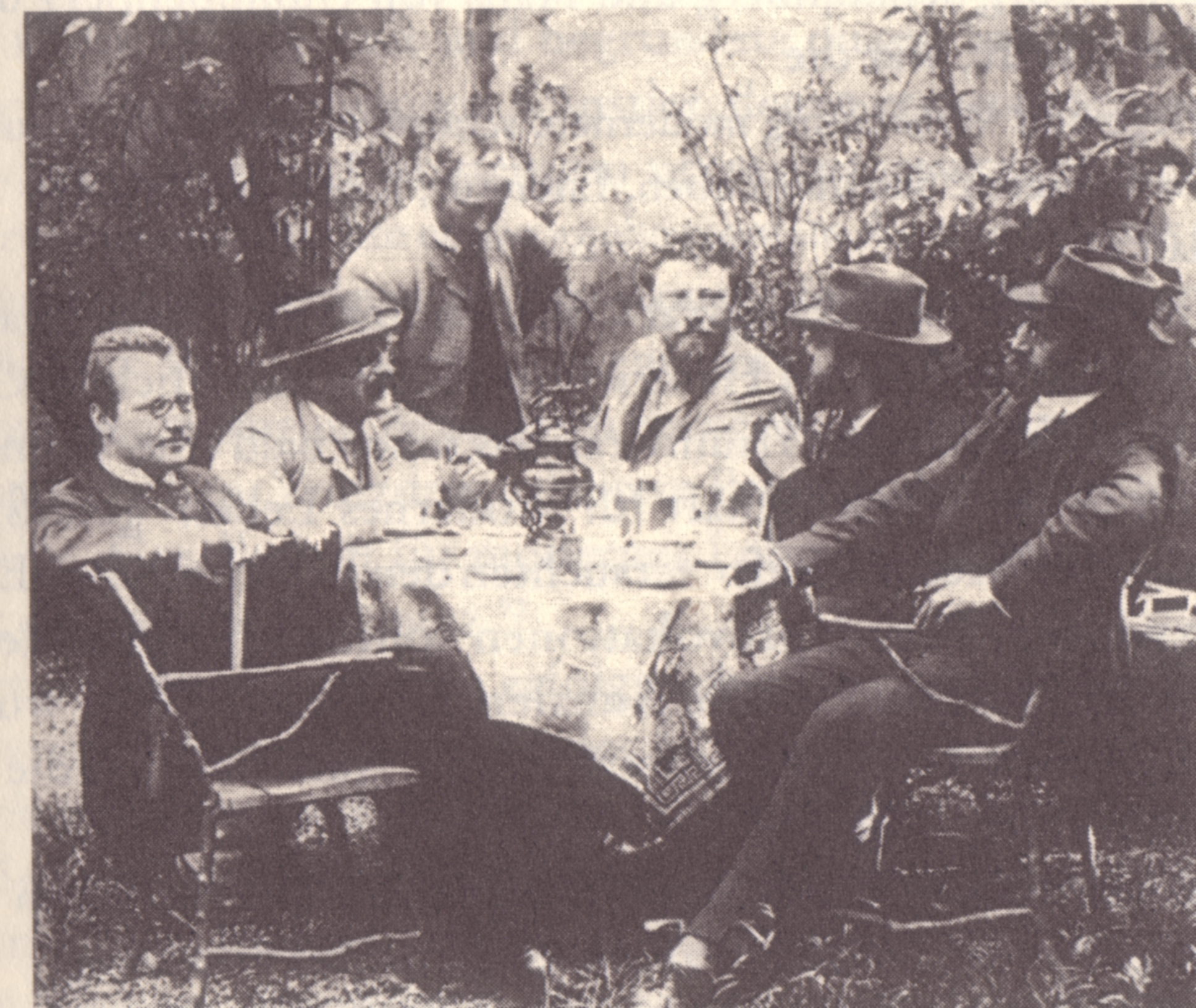
Los miembros de la Gesellschaft für modernes Leben: Otto Julius Bierbaum, Georg Schaumberg, Oskar Panizza, Michael Georg Conrad, Hanns von Gumppenberg y Julius Schaumberger (1893).

Nace el 12 de noviembre de 1853 en Bad Kissingen, Alemania.
En 1876 comenzó los estudios de Medicina en Múnich, terminándolos en 1880. Durante un viaje al norte de Italia a principios de 1878, residió en Nápoles, descubriendo a la vuelta del mismo estar enfermo de sífilis. A partir de 1882 ejerce como médico asistente en el principal hospital mental bávaro, pasando en 1885 a trabajar como médico residente; por estos años participa en el desarrollo de la sociedad Gesellschaft für modernes Leben ("Sociedad para la Vida moderna") de Michael Georg Conrad.
A partir de 1880 empieza a publicar cuentos y textos breves en los que se configuran algunas de las ideas posteriormente desarrolladas por el autor. Publica el volumen de poesía Düstere Lieder en 1885, en parte inspirado en Heinrich Heine y Ludwig Tieck. Durante un año de estancia en Inglaterra escribe y publica Londoner Lieder, 1887, al que sigue un tercer volumen de poesía, Legendäres und Fabelhaftes, 1889. En 1890 escribe Dämmerungsstücke ("Cuentos crepusculares"), influenciado por Edgar Allan Poe. Otras de sus obras serán: Genie und Wahnsinn, ("Genio y locura", 1891) y Aus dem Tagebuch eines Hundes, ("Diario de un perro", 1892).

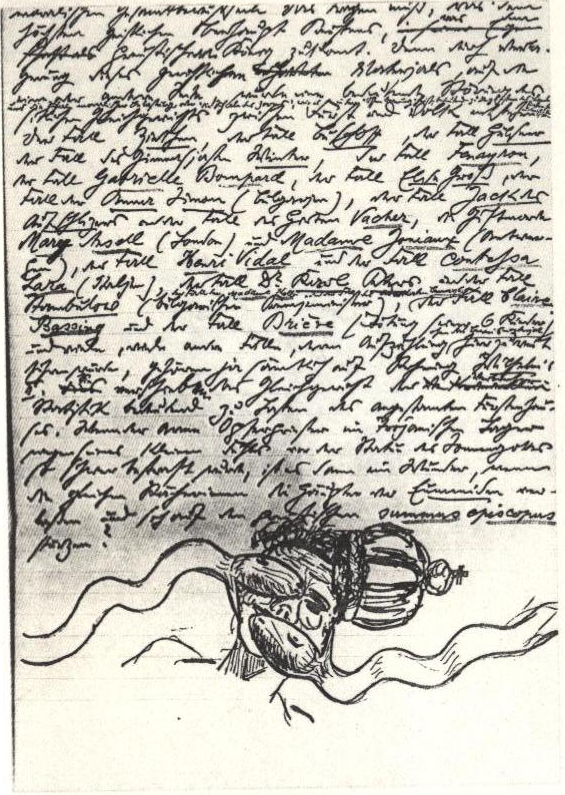
Texto manuscrito de Oskar Panizza

En 1893 publica Die unbefleckte Empfängnis der Päpste ("La inmaculada concepción de los papas"), novela en la que ataca el dogma de la inmaculada concepción de la Iglesia católica. Después de la publicación de su texto Das Liebeskonzil ("El concilio del amor", 1894), en el que ofrecía una sarcástica y grotesca visión de la mitología cristiana, ridiculizada a través de sus principales personajes, Dios, Jesucristo y María, fue acusado de pornografía y de blasfemia y condenado a un año de cárcel. Tras esto, Panizza fue a Zúrich, donde creó la editorial "Zürcher Diskußjonen".
Hacia 1898 se instala brevemente en París, de esta breve estancia surgirá una última colección de poemas, Parisjana, publicada un año más tarde, pero las dificultades económicas le hacen regresar a Alemania en abril de 1901, donde es detenido y al cabo de unos meses liberado, regresando a París, donde residirá por tres años. Aparte de estas obras, editará entre 1897 y 1902 también 32 números del periódico Zürcher Diskußionen, dedicado a la “vida moderna”, en el que él mismo escribirá numerosos artículos bajo los pseudónimos de "Hans Kirstemaecker", "Louis Andrée", "Hans Detmar" y "Sven Heidenstamm".
Regresa a Múnich en 1904, y tras un fallido intento de suicidio, es arrestado de nuevo en octubre de 1904 (por ir semidesnudo por la calle) y en 1905 es internado en el hospital mental Sankt Gilgenberg, posteriormente residió en el sanatorio Herzoghöhe de Bayreuth, de 1906 hasta su muerte el 28 de septiembre de 1921, probablemente mantenido por su familia.
En sus textos atacó al estado, la autoridad, las iglesias y los conceptos morales de la sociedad.
En 1910 el escritor alemán Kurt Tucholsky le dedicará un ensayo, siendo uno de los pocos en recordar la obra de Panizza, hasta la década de 1960, cuando gracias al interés del intelectual francés André Breton se reeditarán y traducirán algunas de sus obras.

## Filosofía

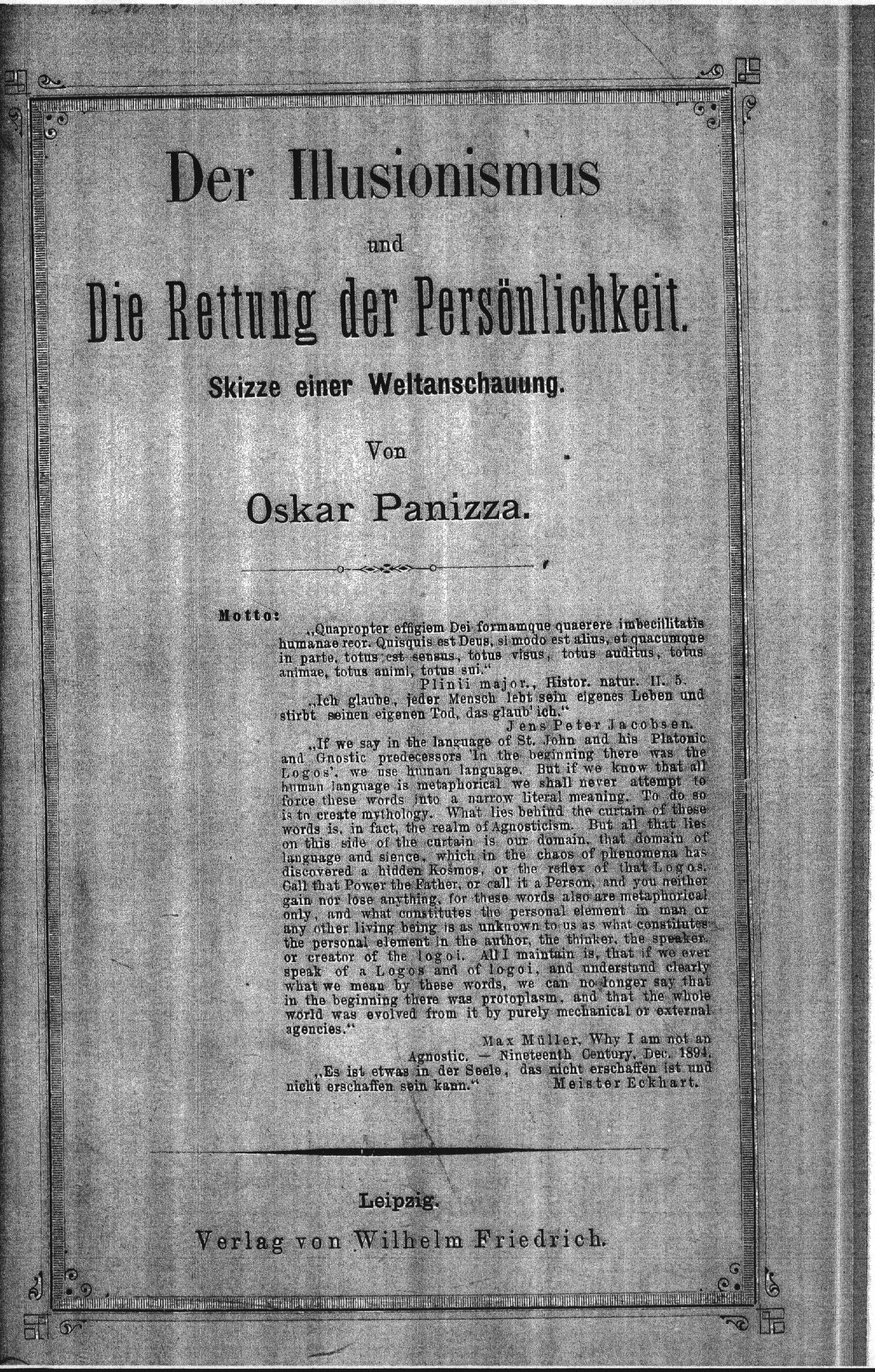
Portada de Der Illusionimus und die Rettung der Persönlichkeit.

En 1895 Panizza publicó su única obra filosófica de extensión, el ensayo Der Illusionimus und die Rettung der Persönlichkeit. Skizze einer Weltanschauung, en el que se sitúa cercano a las tesis filosóficas de Max Stirner (de hecho, el texto está dedicado “a la memoria de Stirner”), y en el que desarrolla la tesis de la espectralidad del pensamiento, en la línea de la filosofía de Stirner de la espectralidad de las religiones y las ideologías. En el ensayo, Panizza cuestiona vehementemente los intentos contemporáneos de aplicar los métodos y planteamientos de las ciencias naturales a la Psyche humana, escenificada por la psicofísica de Gustav Fechner (1860) y la psicología fisiológica de Wilhelm Wundt (1873), a los que cita y critica, atacando también a la neurofisiología. Tras describir una maravillosa era de materialismo en la que se destruye el concepto de alma como simple patrimonio de la fe religiosa, escribe:

Desde entonces, todo no ha hecho sino empeorar gravemente. Primero vinieron los llantos vertidos por Fechner sobre el otro mundo, el más allá, desaparecido; tras atreverse a establecer una nueva disciplina, la “Psico-Física”, y... ¡sí, ciertamente! allí estaba otra vez el alma, reintroducida de contrabando por el más increíble de los caminos; una vez cerradas todas las portillas, va y entró de la mano de la Física.

A partir de las premisas stirnerianas se propone en el ensayo una imagen del mundo como perpetua alucinación. La conclusión a la que llegará Panizza será “si no destruimos el pensamiento, el pensamiento nos destruye”, en la línea de lo sugerido en algunos de sus cuentos fantásticos. La frontera entre el mundo real exterior y el mundo vital interior es un Leitmotiv recurrente en la obra de Panizza, como en el cuento Die gelbe Kroete ("El sapo amarillo"), de 1896, tan solo un año posterior al ensayo, junto a visiones alienadas de la humanidad, como en Die Menschenfabrik ("La fábrica de hombres"), de 1890.

## Obras
- Düstre Lieder. Leipzig, 1886
- Londoner Lieder. Leipzig, 1887
- Legendäres und Fabelhaftes. 1889
- Dämmerungsstücke. 1890
- Genie und Wahnsinn. 1891
- Aus dem Tagebuch eines Hundes. Leipzig, 1892
- Die unbefleckte Empfängnis der Päpste. Leipzig, 1893
- Das Liebeskonzil. Eine Himmels-Tragödie in 5 Aufzügen. Zúrich, 1895
- Der Illusionimus und die Rettung der Persönlichkeit. Zúrich, 1895
- Die gelbe Kroete. 1896
- Die Haberfeldtreiben im bairischen Gebirge. Eine sittengeschichtliche Studie. Berlín, 1897
- Psichopatia criminalis. Anleitung um die vom Gericht für notwendig erkanten Geisteskrankheiten psichjatrisch zu eruïren und wissenschaftlich festzustellen. Für Ärzte, Laien, Juristen, Vormünder, Verwaltungsbeamte, Minister etc. Zúrich, 1898
- Dialoge im Geiste Hutten's. Über die Deutschen. Über das Unsichtbare .... Zúrich, 1898
- Parisjana. Deutsche Verse aus Paris. 1899
- Visionen der Dämmerung. Múnich, 1914

## Obras en castellano
- Cuentos crepusculares (Dämmerungsstücke). 1890
  - El gabinete de las figuras de cera (Das Wachsfigurenkabinett). Hay traducción española de Eva Fructuoso, 1984
  - Una historia lunar (Eine Mondgeschichte). No traducido.
  - La estación de hielo (Der Stationsberg). No traducido.
  - La fábrica de hombres (Die Menschenfabrik). Hay traducción española de Anke Sigerist y Agustín Izquierdo, 1989
- Diario de un perro (Aus dem Tagebuch eines Hundes). 1892. Hay traducción española de Luis Andrés Bredlow Wenda, 2008
- La inmaculada concepción de los papas (Die unbefleckte Empfängnis der Päpste). 1893. Hay traducción española de Santiago González, 1972
- Visiones (Visionen). 1893
  - La iglesia de Zinsblech (Die Kirche von Zinsblech). Hay traducción española de Anke Sigerist y Agustín Izquierdo, 1989
  - La posada de la Trinidad (Das Wirthshaus zur Dreifaltigkeit). Hay traducción española de Anke Sigerist y Agustín Izquierdo, 1989
  - Ein criminelles Geschlecht. No traducido.
  - Der operirte Jud'. No traducido.
  - El laburno (Der Goldregen). No traducido.
  - Un caso escandaloso (Ein skandalöser Fall). Hay traducción española de Raquel Capurro, 2004
  - Fritz Corsés (Der Korsetten-Fritz). Hay traducción española de Anke Sigerist y Agustín Izquierdo, 1989
  - Indianergedanken. No traducido.
  - Historia de un negro (Eine Negergeschichte). Hay traducción española de Anke Sigerist y Agustín Izquierdo, 1989
  - Un episodio sobre la medicina religiosa (Ein Kapitel aus der Pastoralmedizin). No traducido.
- El concilio del amor. Una tragedia en cinco actos (Das Liebeskonzil. Eine Himmels-Tragödie in 5 Aufzügen). 1895. Hay dos traducciones al español, la de Josep Elias, 1978, y la de Luis Andrés Bredlow Wenda, 2014
- El sapo amarillo (Die gelbe Kroete). 1896. Hay traducción española de Anke Sigerist y Agustín Izquierdo, 1989
- Psicosis criminal. Libro de consulta para médicos profanos, juristas, tutores, funcionarios públicos, ministros, etc (Psichopatia criminalis. Anleitung um die vom Gericht für notwendig erkanten Geisteskrankheiten psichjatrisch zu eruïren und wissenschaftlich festzustellen. Für Ärzte, Laien, Juristen, Vormünder, Verwaltungsbeamte, Minister etc.). 1898. Hay traducción española de Mateu Grimalt, 1981